# Sent Beneset
Sent Beneset (en francès Saint-Bénézet) és un municipi francès situat al departament del Gard i a la regió d'Occitània.